# Ermitage et monastère Saint Pierre-de-Koriša
L'errmitage et monastère Saint-Pierre-de-Koriša (en serbe cyrillique : Испосница и манастир Светог Петра Коришког ; en serbe latin : Isposnica i manastir Svetog Petra Koriškog) est un ermitage et un monastère orthodoxe serbe situé au Kosovo, à Korish/Koriša, près de la ville de Prizren/Prizren. Il dépend de l'éparchie de Ras-Prizren et figure sur la liste des monuments culturels d'importance exceptionnelle de la République de Serbie.

## Histoire
Le monastère se trouve dans une ancienne grotte. Il fut abandonné en 1453, après l'arrivée des Ottomans. Les reliques de Saint Pierre de Koriša furent transférées au monastère de Crna Reka en 1572. Le monastère est aujourd'hui en ruine.

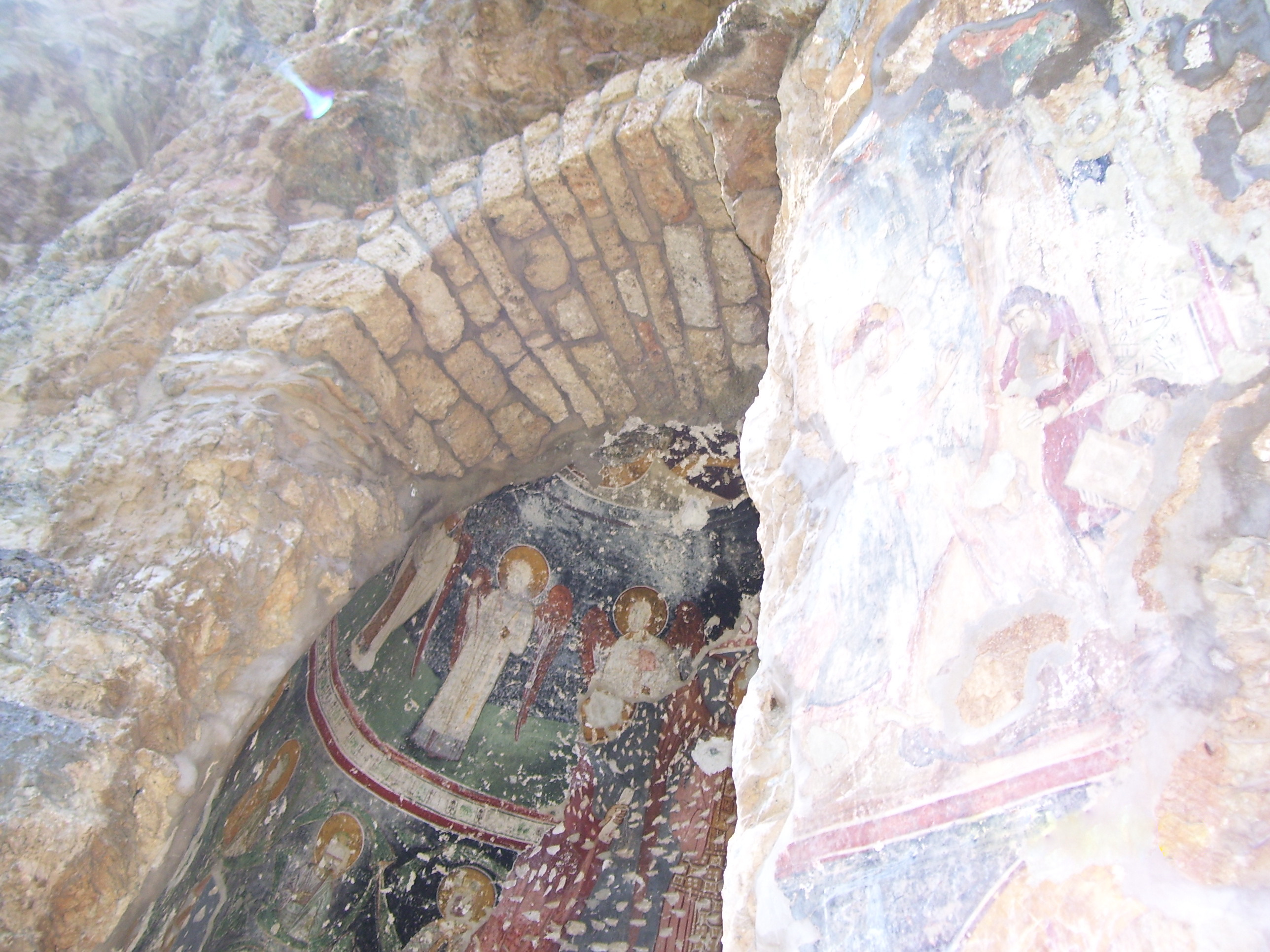
Restes de fresques du XVe siècle
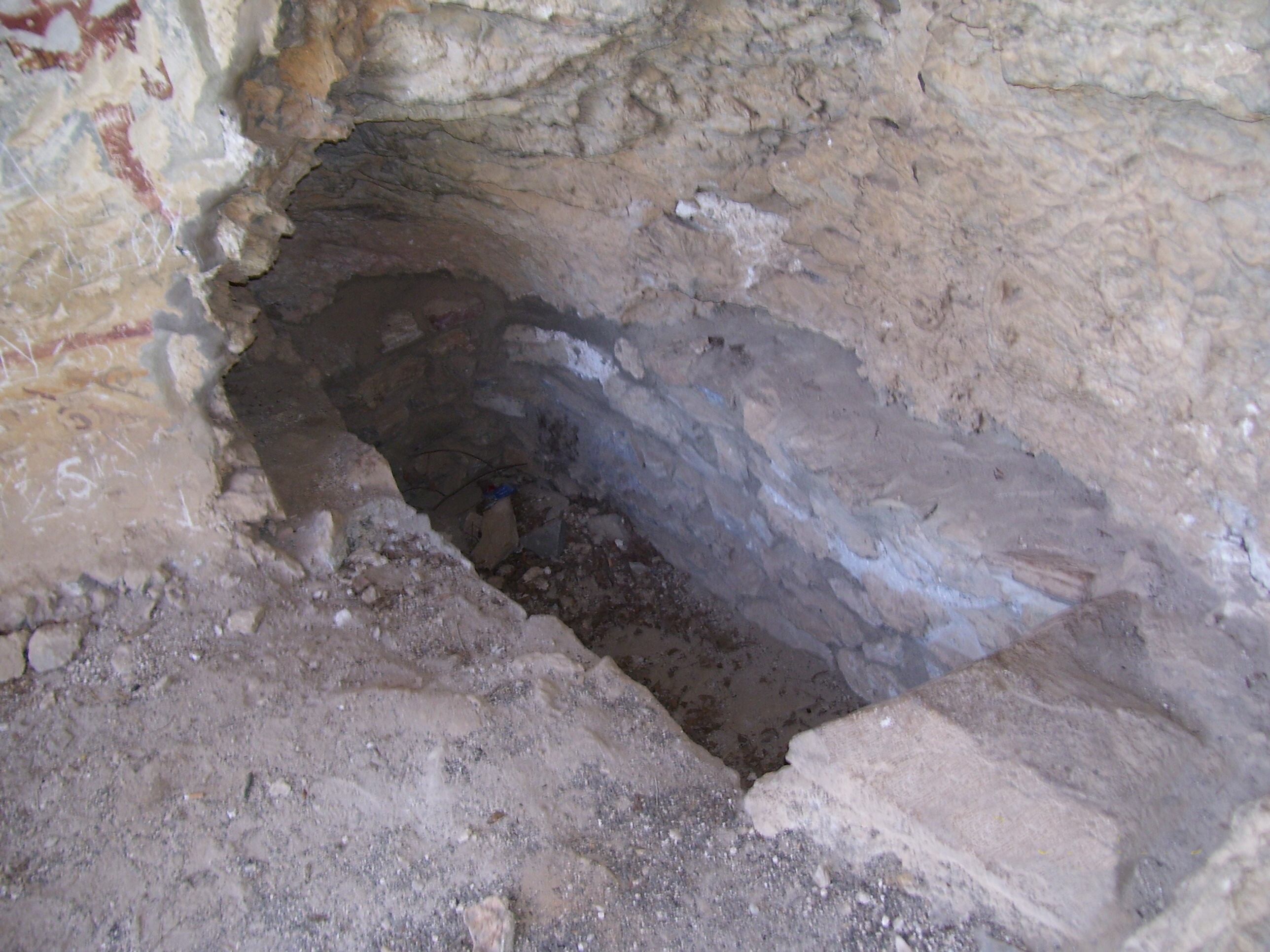
Ancienne tombe de Saint Pierre de Koriša